# Yovie & Nuno
Yovie & Nuno (dawniej Yovie & The Nuno) – indonezyjski zespół poprockowy z Bandungu. Został założony w 2001 roku.
Powstał w składzie: Yovie Widianto, Dudy Oris (Dudi), Gail Satyawaki, Ersta, Mochamed Reza (Rere). W 2007 r. formację opuścili Gail, Ersta i Rere. Do zespołu dołączyli wokalista Pradikta Wicaksono (Dikta) i gitarzysta Muchamad Ahadiyat (Diat). Od 2014 r. związany z zespołem był także wokalista Arya Windura. W 2019 r. z formacji odszedł klawiszowiec Yovie Widianto, jeden z pierwotnych członków grupy, a na jego miejsce wstąpił Ady Julian.
W 2001 r. grupa wydała swój debiutancki album pt. Semua Bintang, który okazał się jej pierwszym sukcesem komercyjnym. Kolejny album zespołu, zatytułowany Kemenangan Cinta, wyszedł w 2004 roku. Ich trzeci album z 2007 r. – The Special One – pokrył się platyną w ciągu dwóch miesięcy od premiery.
Na swoim koncie mają nagrody AMI (Anugerah Musik Indonesia) w kategoriach: najlepszy album (za The Special One, 2009), najlepszy album popowy (za Winning Eleven, 2011). Ich albumy były wielokrotnie certyfikowane platyną, zarówno w Indonezji, jak i w sąsiedniej Malezji.

## Dyskografia
Źródła:
Albumy studyjne
- 2001: Semua Bintang
- 2004: Kemenangan Cinta
- 2007: The Special One
- 2010: Winning Eleven
- 2014: Still The One